# Manfred Kremser
Manfred Kremser (* 30. Juli 1950 in Wiener Neustadt; † 3. März 2013 in Wiesen im Burgenland) war ein österreichischer Ethnologe und Bewusstseinsforscher und von 2001 bis zu seinem Tode außerordentlicher Universitätsprofessor am Institut für Kultur- und Sozialanthropologie der Universität Wien, wo er zuvor seit 1980 wissenschaftlich tätig war.
Als seine Spezialgebiete galten die religiöse Kultur Afrikas und der Karibik sowie die Religions-/Bewusstseinsforschung, wobei er hier die praktische Erfahrung im Ritual in den Mittelpunkt seiner Forschung stellte. Daneben beschäftigte er sich mit Cyberanthropologie und gilt hierbei wie in der von ihm initiierten Religions-/Bewusstseinsforschung als Pionier am Wiener Institut. Ebenso war er für den Ausbau des wissenschaftlichen Angebotes am Institut in Zusammenarbeit mit Karl R. Wernhart und Wittigo Keller mit der Erforschung der afrokaribischen Diaspora mitverantwortlich.

## Laufbahn

### Erste Forschungen & Dissertation (1971–1978)
Kremser veröffentlichte zu seiner Zeit im damals alternativlosen Grundwehrdienst des österreichischen Bundesheeres Berichte, die den ungeschönten Alltag in der Kaserne wiedergaben. Um einer drohenden Verurteilung nach dem Ende seiner Dienstzeit zu entgehen, verließ er Österreich für ein Jahr in Richtung Südafrika. Nichtsdestotrotz war Kremser in späteren Jahren Mitglied des Sozialwissenschaftlichen Beirats der Wissenschaftkommission beim Bundesministerium für Landesverteidigung und Sport.
Kremser begann nach seiner Rückkehr 1971 Völkerkunde (heute Kultur- und Sozialanthropologie) und Psychologie an der Universität Wien zu studieren. Daneben besuchte er Lehrveranstaltungen aus 8 weiteren Fächern. Bereits 1972 unternahm er gemeinsam mit Armin Prinz seine erste Feldforschungen bei den Azande im damaligen Zaire. Anhand dieser Erfahrungen vollendete er 1978 unter Walter Hirschberg seine Dissertation zum Thema Hexerei, wobei er sich mit dem kulturspezifischen Begriff der Krankheit unter Berücksichtigung des Phänomens Mangu beschäftigte, welches eine Person "verhext", wenn diese soziale Normen verletzte.

### Universitätsassistent & Habilitation (1980–2001)
1980 wurde Kremser zum ersten Assistenten von Karl R. Wernhart am Wiener Institut für Völkerkunde und arbeitete mit diesem an einer Neuformulierung der Wiener Ethnohistorie, wobei ihm die verstärkte Fokussierung auf die Feldforschung zugerechnet wird. Ebenso beteiligte er sich an Wernharts Forschungen der afrokaribischen Diaspora, welche erstmals am Wiener Institut behandelt wurde. Daraus entstand auch eine zehnjährige interdisziplinäre Kooperation in St. Lucia (1982–1992). In diesem Zusammenhang war er an den Ergebnissen, die in einer Reihe an Buchpublikationen veröffentlicht wurden, als Co-Autor, Herausgeber oder Mitherausgeber beteiligt. Im Rahmen dieses Projektes beschäftigte er sich mit dem Kélé-Kult.
Ein ähnliches Projekt zu Generationenbeziehungen verfolgte er gemeinsam mit dem Soziologen Leopold Rosenmayr in Mali, wobei Kremser ihn mit seinem Wissen über afrikanische Kulturen beriet und unterstützte.
2001 habilitierte er  zum außerordentlichen Universitätsprofessor am Institut für Kultur- und Sozialanthropologie der Universität Wien. In seiner zweibändigen Habilitationsschrift Shangó-Transformationen: Vom traditionellen Donnergott der Yoruba zum digitalen Blitzgewitter im Cyberspace untersuchte er den Zusammenhang von transzendenter Spiritualität und kultureller Kreativität am Beispiel des Yoruba-Donnergottes Shangó. Hierbei beleuchtete er Shangós Veränderungen vom historischen König von Oyo zum Donnergott der Yoruba wie auch seine Uminterpretationen in der afrokaribischen Diaspora (atlantischer Sklavenhandel). Auch betrachtete er die Übernahme und die damit verbundenen Abwandlungen der Gottheit in die digitale Diaspora.

## Sonstige Tätigkeiten

### Österreichische Gesellschaft für Parapsychologie und Grenzbereiche der Wissenschaften
Kremser befasste sich neben seinen forschenden Tätigkeiten an der Universität Wien auch mit den Grenzgebieten der Wissenschaftlichkeit, wodurch er Anfang der 1970er Jahre im Rahmen seiner Feldforschungen bei den Azande in Kontakt mit der Österreichischen Gesellschaft für Parapsychologie kam, was sein wissenschaftliches Werk stark beeinflusste, ohne dass er jemals für sich selbst reklamiert hätte, parapsychologische Spezialkenntnisse zu besitzen.
1997 löste Kremser den schwer erkrankten Hellmut Hofmann als Präsident der Gesellschaft ab.
Gleichzeitig wurde damals für die Gesellschaft der Zusatz "und Grenzbereiche der Wissenschaften" eingeführt, zumal sich Kremser stets um einen interdisziplinären Ansatz bemühte. Als Höhepunkt seiner Amtszeit gilt für die Gesellschaft die als "Weltkongreß der Parapsychologie" bezeichnete 47th Convention of the Parapsychological Association, die internationale Berufsvereinigung der wissenschaftlich arbeitenden Parapsychologen, die 2004 in Wien stattfand.
Kremser blieb bis zu seinem Tod Präsident.

### Weitere Tätigkeiten
- Vizepräsident der Society for Caribbean Research (SOCARE) (1988–99)
- Obmann des Vereins für Interkulturelle Arbeit (1992–99)
- Vizepräsident der Gesellschaft für Theaterethnologie (1997–2002)
- Präsident der Österreichischen Ethnomedizinischen Gesellschaft (2005–2009)

## Krankheit und Tod
2009 erkrankte Kremser an Krebs, wodurch er in den folgenden Jahren gezwungen war, zahlreiche Operationen und Chemotherapien über sich ergehen zu lassen. 2011/12 zog sich Kremser aus dem Lehrbetrieb zurück. Am 3. März 2013 verstarb Kremser in seiner Heimat in Wiesen im Burgenland nach beinahe vierjähriger Krankheit. Die Verabschiedung fand am 22. März in der Feuerhalle Simmering statt.

## Rezeption
Am Wiener Institut der Kultur- und Sozialanthropologie gilt Kremser als Pionier der Religions-/Bewusstseinsforschung, welche er durch seinen Ansatz, die Eigenerfahrungen der Forschenden miteinzubeziehen, prägte. Kremser interessierte sich hierbei stark für das Thema Heilung im Ritual, wobei er sich auf schamanische Gesellschaften in Indien, Afrika und in der Karibik spezialisierte. Ebenso gilt er als Vorreiter in der Cyberanthropologie. Auch leistete er wesentliche und viel beachtete Beiträge zur Musikethnologie. So hat er die musikalischen Traditionen der Azande im Norden von Zentralafrika ausführlich dokumentiert und untersucht.
Zu seinem 60. Geburtstag ehrte die Universität Wien Manfred Kremser am 19. November 2010 mit dem Symposion Performance – Transformation – Ästhetik, das im Sinn seiner Arbeitsschwerpunkte den zentralen Forschungsansätzen der Bewusstseinsforschung aus einer kulturanthropologischen Perspektive und deren spirituellen Dimensionen gewidmet war.

### Esoterik-Kritik der Gesellschaft zur wissenschaftlichen Untersuchung von Parawissenschaften (GWUP)
Ende Juni 2013, drei Monate nach seinem Ableben, wurde Kremser von Seiten der GWUP vorgeworfen, dass unter seiner Leitung Studierende „Esoterik und Mystik nicht nur erforschen, sondern in völligem Gegensatz zur guten wissenschaftlichen Praxis selbst esoterische Methoden anwenden und esoterisch-mystische Vorstellungen der von ihnen untersuchten Kulturen kritiklos übernehmen und propagieren“ sowie dass aus diesen Studierenden „sogar wissenschaftlicher Nachwuchs rekrutiert wird“, wodurch ein "Wiener Hogwarts" entstanden sei.
In einer Stellungnahme wies die Leitung des Instituts für Kultur- und Sozialanthropologie die Kritik der zur Skeptikerbewegung angehörenden GWUP zurück, da die Kritik sich nicht auf die Arbeiten Kremsers, sondern nur auf studentische Leistungen und aus dem Kontext gerissene Aussagen bezogen habe. Sie bezeichnete die GWUP als "positivistisch" und "ultrarational" und nannte als Aufgabe der Kultur- und Sozialanthropologie, durch Ethnographien Weltbilder und Praktiken darzustellen, ohne jene als "wahr" oder "falsch" zu bewerten. Diese Vorwürfe wurden von Ulrich Berger, dem Präsidenten der Gesellschaft für kritisches Denken (GdK), einer Regionalgruppe der GWUP, als "ad hominem" und "[Verteidigung von] Humbug mit dem trotzigen Verweis darauf, die Wissenschaft und ihre Lehre sei frei" zurückgewiesen.

## Ausgewählte Werke
- Ay Bobo: Afro-Karibische Religionen. 2 Bände. Wien 1996, ISBN 978-3-85114-175-7, ISBN 978-3-85114-559-5
- ADDR: Afrikanische Digitale Diaspora Religionen. Münster 2000, ISBN 978-3-8258-3998-7
- Karibische Genesis II: Spirituelle Arbeit und rituelle Inszenierung, in Hermann Mückler, Werner Zips & Manfred Kremser (Hg.), Ethnohistorie: Empirie und Praxis (Wiener Beiträge zur Ethnologie und Anthropologie 14). Wien: WUV, 2006
- Afroamerikanische Religionen in der Karibik. In: Bernd Hausberger & Gerhard Pfeisinger (Hrsg.): Die Karibik. Geschichte und Gesellschaft 1492–2000 (Edition Weltregionen 11). ProMedia, Wien 2005.
- Das schamanische Gesamtkunstwerk, in Verein Pacha Mama: Maresa Pirker et al. (Hg.), Gesundheit und Spiritualität (Dokumentation des Kongresses vom 23.–26. Juni 2005). Wien: pro literatur Verlag Robert Mayer-Scholz, 2005